# Krępa Kościelna (gmina)
Krępa Kościelna (do 1930 Wierzchowiska) – dawna gmina wiejska istniejąca w latach 1930–1954 w woj. kieleckim. Siedzibą władz gminy była Krępa Kościelna.
Gmina Krępa Kościelna powstała 27 października 1930 roku w powiecie iłżeckim w woj. kieleckim, w związku z przemianowaniem gminy Wierzchowiska na Krępa Kościelna.
Po wojnie gmina zachowała przynależność administracyjną. Według stanu z dnia 1 lipca 1952 roku gmina składała się z 17 gromad: Aleksandrów, Borowo, Boży Dar, Bronisławów, Gozdawa, Janów, Jawór, Krępa Górna, Krępa Kościelna, Leszczyny, Maziarze, Podolany, Ratyniec, Wierzchowiska, Wiśniówek, Wola Jaworska i Zofiówka.
Jednostka została zniesiona 29 września 1954 roku wraz z reformą wprowadzającą gromady w miejsce gmin. Po reaktywowaniu gmin z dniem 1 stycznia 1973 roku gminy Krępa Kościelna nie przywrócono, a jej dawny obszar wszedł głównie w skład gmin Sienno i Lipsko (nowej) w powiecie lipskim w tymże województwie.
Zobacz też: gmina Krępa.